# Saint-Amans, Ariège
 Saint-Amans  là một xã ở tỉnh Ariège, thuộc vùng Occitanie ở phía tây nam nước Pháp.